# 加布丽埃勒·道格拉斯
嘉比爾·克里斯蒂娜·维多利亚·杜格拉斯（英語：Gabrielle Christina Victoria Douglas，1995年12月31日—），美国女子競技體操運動員、奧運會金牌得主。
2012年倫敦奧運會，全能－金牌（第一名）、平衡木－第七名、高低槓－第八名。
2015年世界競技體操錦標賽，全能－銀牌（第二名）。
2016年里約奧運會，在全能預賽上獲得第三名（但是規定一個國家最多只能有兩名選手進入決賽，拜爾斯、萊斯曼居於前兩名，已經佔了兩個名額，所以無法進入決賽）、高低槓－第七名。